# Godfrey Copley
Sir Godfrey Copley (okolo 1653 – 9. dubna 1709 Sprotborough) byl bohatý anglický statkář, který je známý jako zakladatel Copleyho medaile, jenž je každoročně udělována Královskou společností v Londýně.

## Život
Copley byl synem barona a žil na rodinném statku v Sprotborough (South Yorkshire). Jako bohatý vlastník půdy se zabýval několika věcmi: působil jako sběratel umění a byl zvolen v roce 1691 do Royal Society v Londýně. Od roku 1695 byl deset let členem parlamentu. Také byl komisařem a kontrolorem účtů britské armády.
V roce 1709 odkázal The Royal Society značnou sumu, kterou poskytl na finanční prostředky na udělování každoročního ocenění, které bylo pojmenované po něm jako Copleyho medaile ((anglicky) Copley medaile). Jednalo se o ocenění za nejvýznamnější objev udělovaný Royal Society za vynikající vědecké úspěchy a stala se vzorem pro řadu obdobných ocenění podobných institucí.